# Laughlin
Laughlin és una concentració de població designada pel cens dels Estats Units a l'estat de Nevada. Segons el cens del 2000 tenia 7.076 habitants.

## Demografia
Segons el cens del 2000, Laughlin tenia 7.076 habitants, 3.177 habitatges, i 1.994 famílies La densitat de població era de 31,0 habitants per km².
Dels 3.177 habitatges en un 19,7% hi vivien nens de menys de 18 anys, en un 47,7% hi vivien parelles casades, en un 10,4% dones solteres, i en un 37,2% no eren unitats familiars. En el 26,0% dels habitatges hi vivien persones soles el 8,7% de les quals corresponia a persones de 65 anys o més que vivien soles. El nombre mitjà de persones vivint en cada habitatge era de 2,22 i el nombre mitjà de persones que vivien en cada família era de 2,61.
Per edats la població es repartia de la següent manera: un 18,3% tenia menys de 18 anys, un 6,2% entre 18 i 24, un 23,4% entre 25 i 44, un 33,5% de 45 a 64 i un 18,6% 65 anys o més.
L'edat mediana era de 46,5 anys. Per cada 100 dones hi havia 97,71 homes. Per cada 100 dones de 18 o més anys hi havia 95,04 homes.
La renda mediana per habitatge era de 36.885 $ i la renda mediana per família de 40.104 $. Els homes tenien una renda mediana de 27.854 $ mentre que les dones 20.973 $. La renda per capita de la població era de 21.097 $. Aproximadament el 7,5% de les famílies i el 9,6% de la població estaven per davall del llindar de pobresa.

## Poblacions més properes
El següent diagrama mostra les poblacions més properes.